# Пешо, Анри
Анри Пешо (фр. Henri Peuchot; 29 апреля 1889, Лилль — 29 марта 1978, Шамальер) — французский хоккеист на траве, полевой игрок. Участник летних Олимпийских игр 1928 года.

## Биография
Анри Пешо родился 29 апреля 1889 года во французском городе Лилль.
Участвовал в Первой мировой войне, завершил её в звании капитана. Командовал пулемётной ротой. Трижды был ранен.
После войны стал сооснователем носочно-чулочной фабрики Sté Peuchot, Pénet, Grimonprez & Cie в Ломме. Фирма была успешной, в ней работали до 200 человек.
Играл в хоккей на траве за «Лилль».
В 1928 году вошёл в состав сборной Франции по хоккею на траве на летних Олимпийских играх в Амстердаме, поделившей 5-6-е места. Играл в поле, провёл 2 матча, мячей не забивал.
Был награждён шестью наградами за участие в Первой мировой войне. Офицер ордена Почётного легиона (1962).
Умер 29 марта 1978 года во французской коммуне Шамальер.

## Семья
Отец — Анри Пешо (1850—1936), французский военный. Офицер ордена Почётного легиона.
Мать — Фелиси Тарди (1865—1945).
Старший брат — Рауль Пешо (1886—1953), французский военный. Офицер ордена Почётного легиона.
Жена — Жанни Десомбр (1895—1970).
Сын — Анри-Фелис Пешо (1921—2008), французский журналист, хозяйственный и промышленный деятель.
Сын — Патрик Пешо (1924—2021).